# Vida Beselienė
Vida Šulskytė-Beselienė, née le 17 août 1956 à Šiauliai, en RSS de Lituanie, est une joueuse soviétique et lituanienne de basket-ball. Elle évoluait au poste de pivot.

## Palmarès
- Championne olympique 1980
- Championne du monde 1983
- Championne d'Europe 1976
- Championne d'Europe 1978
- Championne d'Europe 1980